# Typhlodromus baccettii
Typhlodromus baccettii är en spindeldjursart som beskrevs av Lombardini 1960. Typhlodromus baccettii ingår i släktet Typhlodromus och familjen Phytoseiidae. Inga underarter finns listade i Catalogue of Life.